# ارکی ویلن
ارکی ویلن (فنلاندی: Erik Wilén؛ ۱۵ ژوئیه ۱۸۹۸ – ۲۳ ژوئیه ۱۹۸۲) دونده اهل فنلاند بود.
وی در مسابقات کشوری و بین‌المللی در مجموع برندهٔ ۱ مدال نقره شده‌است.